# Berettyóújfalu
Berettyóújfalu [bereťóújfalu] (rumunsky Itfalău nebo Uifalău) je město ve východním Maďarsku v župě Hajdú-Bihar. Nachází se asi 30 km jihozápadně od Debrecínu a je správním městem stejnojmenného okresu. V roce 2018 zde žilo 14 690 obyvatel.

## Historie
Oblast byla osídlena již ve starověku, hromadné nálezy pocházejí z pozdní doby bronzové a zde doložily existenci nejstarší kultury pro oblast Panonské nížiny. Typické bylo částečně kočovné zemědělství.
Po příchodu Maďarů do Karpatské kotliny zde vzniklo osídlení, připomínáno je poprvé ve Varadi regestrum. Práva pořádat trhy udělil uherský král Matyáš osadě roku 1481. Žilo zde stálých 300 obyvatel a nacházel se tu také klášter, který byl postaven nejspíše ve 12. století. Původní obec byla zničena za tureckých válek a klášter vážně poničen. Během archeologických vykopávek v 70. a 80. letech 20. století byly částečně rekonstruovány její základy, které jsou spolu s věží k vidění dodnes.
V polovině 19. století byla okolní krajina regulována, vysušeny močály a obdělávána další krajina. V roce 1858 byla otevřena železniční trať z Püspökladány do Oradei, která umožnila další hospodářský rozvoj. V roce 1978 získala obec statut města. Od roku 2015 zde stojí solární elektrárna, která pokrývá potřeby 240 domácností.